# Taschenbuch der Zeitrechnung

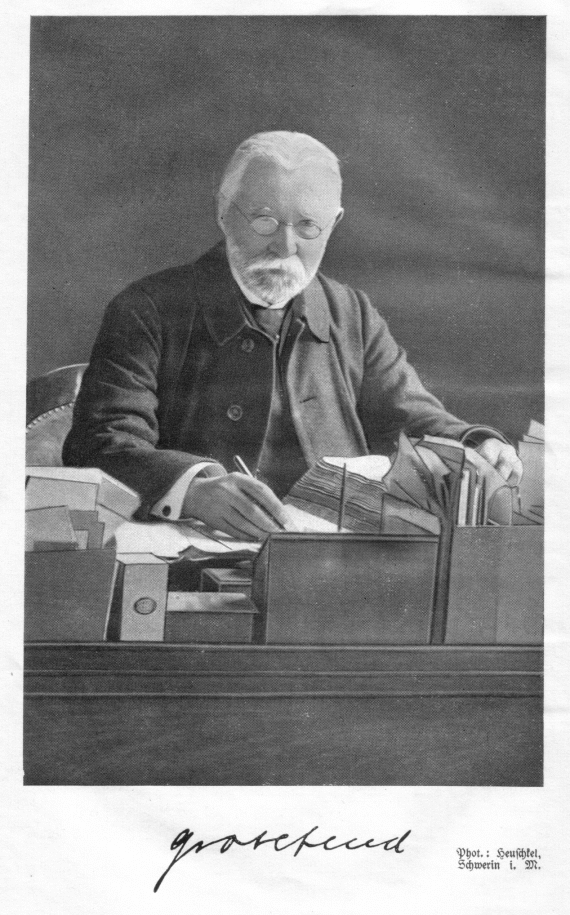
Hermann Grotefend.

Het Taschenbuch der Zeitrechnung is een standaardwerk voor de tijdrekenkunde dat voor het eerst verscheen in 1898.

## Geschiedenis
In 1891-1898 publiceerde de historicus en archivaris Hermann Grotefend (1845-1931) zijn Zeitrechnung des deutschen Mittelalters und der Neuzeit in drie banden. Het diende ter vervanging van zijn eerder in 1872 verschenen werk Handbuch der historische Chronologie. Vanwege de omvang werd in 1898 ook een beknoptere versie uitgegeven met de titel Taschenbuch der Zeitrechnung des deutschen Mittelalters und der Neuzeit.
In de 20e eeuw verschenen hiervan verschillende herdrukken die door anderen werden aangevuld. Tot de 7e druk bezorgde de zoon van Grotefend, Otto Grotefend, die herdrukken. Na diens overlijden in 1945 namen anderen de bezorging over. In 1960 verscheen de tiende druk, bewerkt en van een inleiding voorzien door de Duitse rijksarchivaris Theodor Ulrich. In 1982 verscheen de 12e druk, bezorgd en van een inleiding voorzien door Jürgen Asch. De laatst verschenen druk, de 14e, dateert van 2007. Het standaardwerk dat nog steeds gebruikt wordt, wordt meestal simpelweg aangeduid met de "kleine Grotefend".

### Inhoud
De uitgave bestaat uit een inleidend deel dat ingaat op de algemene geschiedenis van de westerse tijdrekening en de verschillende jaarstijlen. Het grootste deel van de uitgave beslaat een alfabetisch deel met de data van bijvoorbeeld de genoemde heiligen, daarna een overzicht van de regeringsjaren van de verschillende koningen en keizers, en vervolgens de verschillende maandkalenders, met overzichten van de oude en nieuwe stijl.